# قضاء قرة داغ
قضاء قرة داغ هو أحد أقضية محافظة السليمانية الخمسة عشر في العراق. بلدته الرئيسية هي قرة داغ.